# 張士升
張士升（16世紀—1625年），號積生，辰州府沅陵縣人，明朝政治人物。

## 生平
張士升在萬曆四十六年（1618年）中舉人，次年（1619年）成己未科進士，礼部觀政，授江西新喻縣知縣，天啓二年（1622年）調任浮梁縣，五年考选，擢陞為戶科給事中，管理光禄寺，彈劾權貴不遺餘力，到天啟五年（1625年）請求休假，回鄉後去世，有著作《奇響齋文集》流傳，得在鄉賢祠祭祀。

## 家族
曾祖张爵，贈大中大夫。祖父张一卿，贈大中大夫。父張文耀，萬曆五年進士，官四川左布政使。